# DB 페른페어케어
DB 페른페어케어 AG(독일어로 “DB 장거리 교통”)는 독일에서 장거리 여객 열차를 운영하는 도이체 반의 반독립적인 부서이다. 1999년 도이체 반 민영화 2단계에서 DB Reise&Touristik 이라는 이름으로 설립되었으며, 2003년 개명하였다.

## 역사

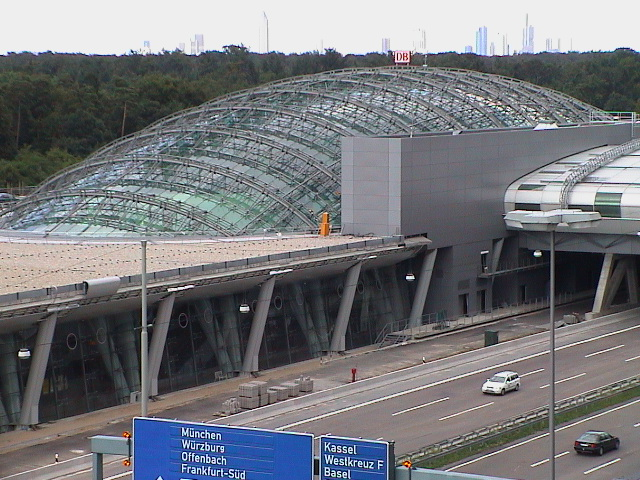
프랑크푸르트 공항 장거리열차역

이 회사는 1999년 1월 1일 도이체 반의 장거리 운송 부문에서 철도 개혁의 두 번째 단계의 맥락에서 DB Reise & Touristik AG로 등장했다. 2003년까지 이 이름을 사용했다.
엑스포 2000으로 가는 장거리 열차는 예상했던 500만명 대신 220만 명의 승객만이 이용했고, 예상 수익도 4억 마르크 대신 1.25억 마르크만 창출되었다. 2001년, 모든 장거리 여객 객차를 ICE 열차의 색상(빨간 줄무늬가 있는 밝은 회색)으로 외부적으로 조정하기로 결정했다. 내부 보고에 따르면 재도색 비용은 약 3억 DM이었다.
2001년 1월 중순에 회사는 20억 DM에 달하는 투자로 ICE 수준에서 편안함과 품질의 표준을 만들 계획을 발표했다. 무엇보다도 28개의 추가 ICE T (약 8억 DM)와 13개의 추가 ICE 3 (약 5억 DM)이 조달되었고, 117개의 기관차 결합 IC 키트(5억 DM)의 현대화가 약속되었다.
2009년부터 2012년까지 회사는 좌석 수를 4% 줄였다. 2012년 중반 열차의 평균 적재율은 48.1%로 전년 대비 3% 상승했다. 2012년 상반기 이용객은 6,330만 명으로 전년 대비 5% 이상 증가했다.
2012년에 회사는 1억 3,130만 명의 여행자를 수송했으며, 1억 4,510만 기차-킬로미터의 교통량과 37조 3,570억 승객-킬로미터를 생성했다. 열차 이용률은 50.3%였다. 2013년 중반에 이 회사는 에너지 수요의 75%를 재생 에너지원에서 청구했다.
2013년 홍수 동안 하노버와 베를린 사이의 고속 노선을 포함한 많은 노선 이 몇 주 동안 접근이 불가능하거나 부분적으로만 가능했다. 회사는 큰 손실을 입었고, 시간 엄수 통계에서도 큰 손실을 입었다.
2016년 12월 23일 하루 500만 명의 승객을 동원해 여객 신기록을 세웠다.
2017년 1월과 4월 사이에 약 4,500만 명의 여행자가 새로운 기록을 세웠다. 2018년은 1억 4,300만 명의 승객과 4억 유로의 기록적인 이익이 예상된다. 입주율은 55%(2017년 기준)이다.
2018년 봄, 2017년에 시작된 운행 시도는 열차 운전사에게 가능한 한 빨리 운전하라는 지시에 실패했다. 일정보다 일찍 도착하는 운전 스타일은 시간 엄수에 긍정적인 영향을 미치지 않았다.

## 상품
DB 페른페어케어는 전국 및 유럽 전역의 장거리 운송 서비스를 제공한다.
DB 페른페어케어에서 운영하는 열차 유형은 다음과 같다.
- 인터시티 익스프레스 (ICE)
- 인터시티 (IC)
- 유로시티 (EC) → 대부분 SBB, ÖBB 및 ČD와 협력
- 유로시티 익스프레스 (ECE) → SBB 및 트렌이탈리아와 협력하여 프랑크푸르트-밀라노 노선

1일 약 1,300편성(2010년 기준)을 운행하고 있다.
또한 IC 버스 DB 페른페어케어라는 브랜드 이름으로 베를린, 만하임, 뮌헨, 라이프치히, 뒤셀도르프, 프랑크푸르트 및 함부르크를 시작으로 유럽에서 2020년까지 일부 장거리 버스 노선을 운영했다.

## 자회사

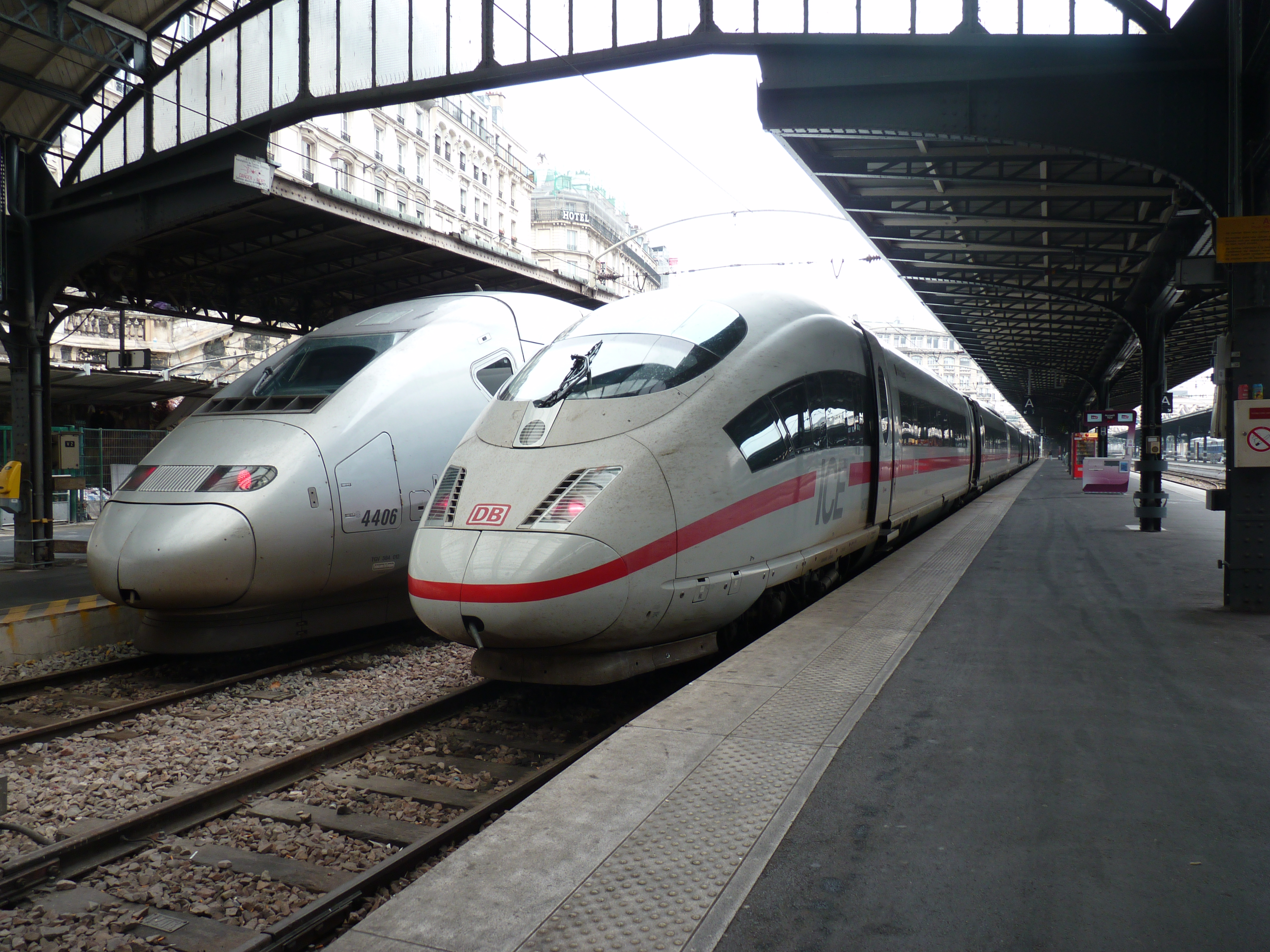
파리에역의 TGV POS 4406과 ICE 3M

### 알레오
2012년에 설립된 Alleo GmbH는 도이체반과 프랑스 국영 철도 SNCF의 합작 자회사이다. 이 회사는 프랑크푸르트-파리 및 프랑크푸르트-마르세유 노선에서 운행되는 국제 ICE 및 TGV 열차의 마케팅을 담당한다. 또한 독일-프랑스 열차 및 서비스 팀은 알레오에서 조정하고 국제 연결편에서 사용할 수 있도록 교육을 받았다.
알레오는 프랑크 호프만(DB)과 엠마누엘 므로츠(SNCF)가 이끌고 있다.

### DB 아우토추크
1999년에 도르트문트에 기반을 둔 자회사 DB 아우토추크 GmbH가 자동차 및 야간 열차 운영을 위해 설립되었다. 2013년 10월 1일 DB 아우토추크 GmbH는 DB 페른페어케어 AG와 합병되었다.

### 아메로파
1951년에 설립된 여행사 아메로파 라이젠(Ameropa Reisen)은 DB 페른페어케어 AG가 설립된 이래 전액 출자 자회사였다. 무엇보다 독일 국내는 물론 주변국까지 단거리 여행과 시내 여행을 배급한다.

## 브랜드

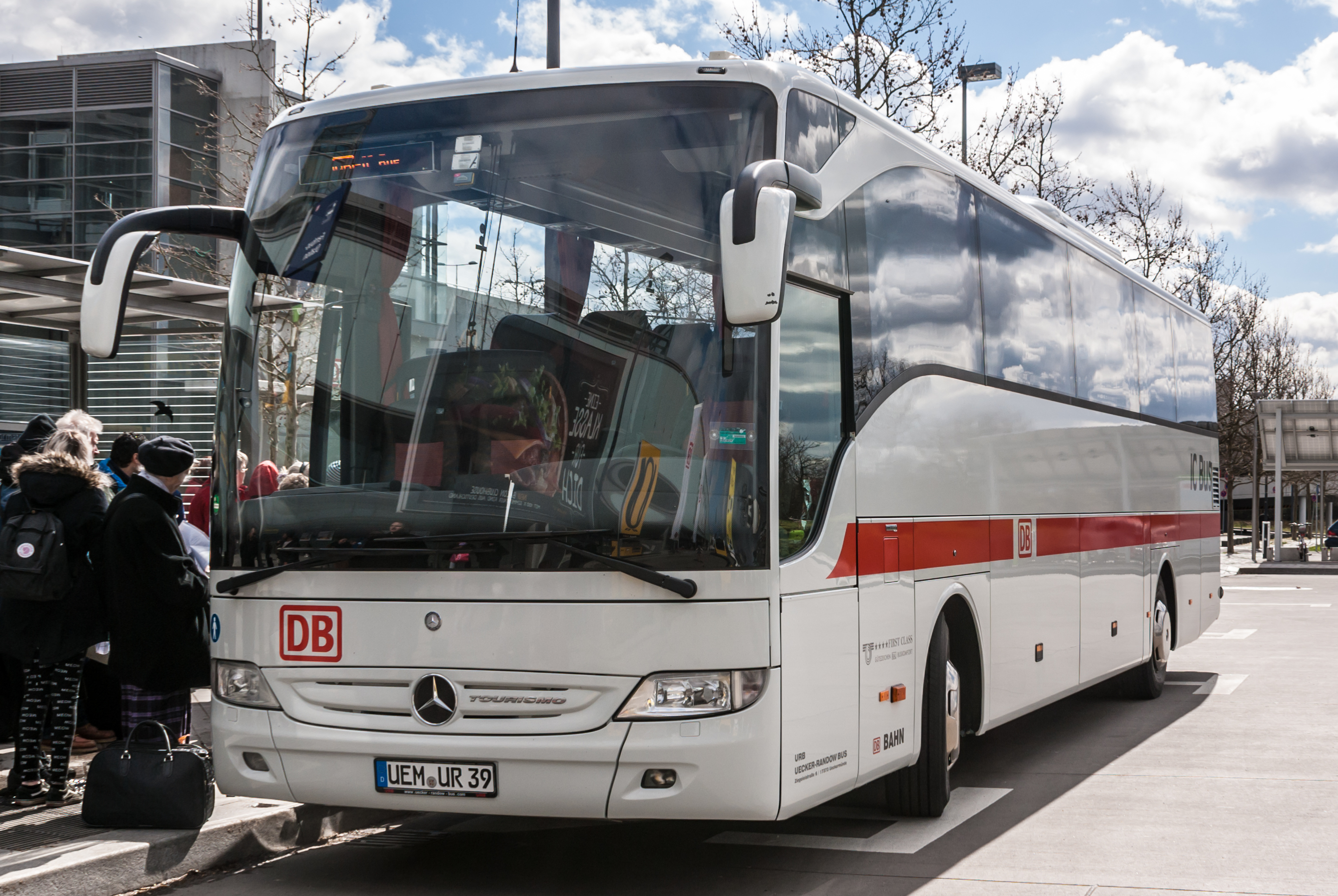
IC 버스, 베를린-남크로이츠역

### IC 버스
DB 페른페어케어 AG는 2013년부터 IC 버스라는 브랜드로 장거리 버스 노선을 운영하고 있다. 현재 11개 유럽 국가(2017년 기준)를 통해 총 45개의 장거리 연결이 있다.
전 CEO 울리히 홈부르크에 따르면 IC 버스 제안은 주로 FlixBus같은 다른 경쟁업체와의 가격 경쟁이 아니라 철도의 기존 도시간 네트워크를 보완하는 것이다. 따라서 홈부르크에 따르면 가격은 주로 경쟁업체의 가격에 맞춰져서는 안 된다. DB 페른페어케어는 IC 버스의 네트워크를 점진적으로 확장하고 새로운 연결을 생성할 계획이다.

### DB 보어드가스트로노미
DB 페른페어케어의 대부분의 열차에는 "BordRestaurant" 또는 "BordBistro"의 형태로 미식 제안이 있다. 이러한 시스템 요리법은 조직 단위 DB 보어드가스트로노미에 의해 조정된다. DB 페른페어케어는 또한 시스템 케이터링 분야의 자체 전문가를 교육한다. 이 전문가는 나중에 승무원으로 기차에서 식사를 준비하고 제공할 수 있다.

## 전망과 개발

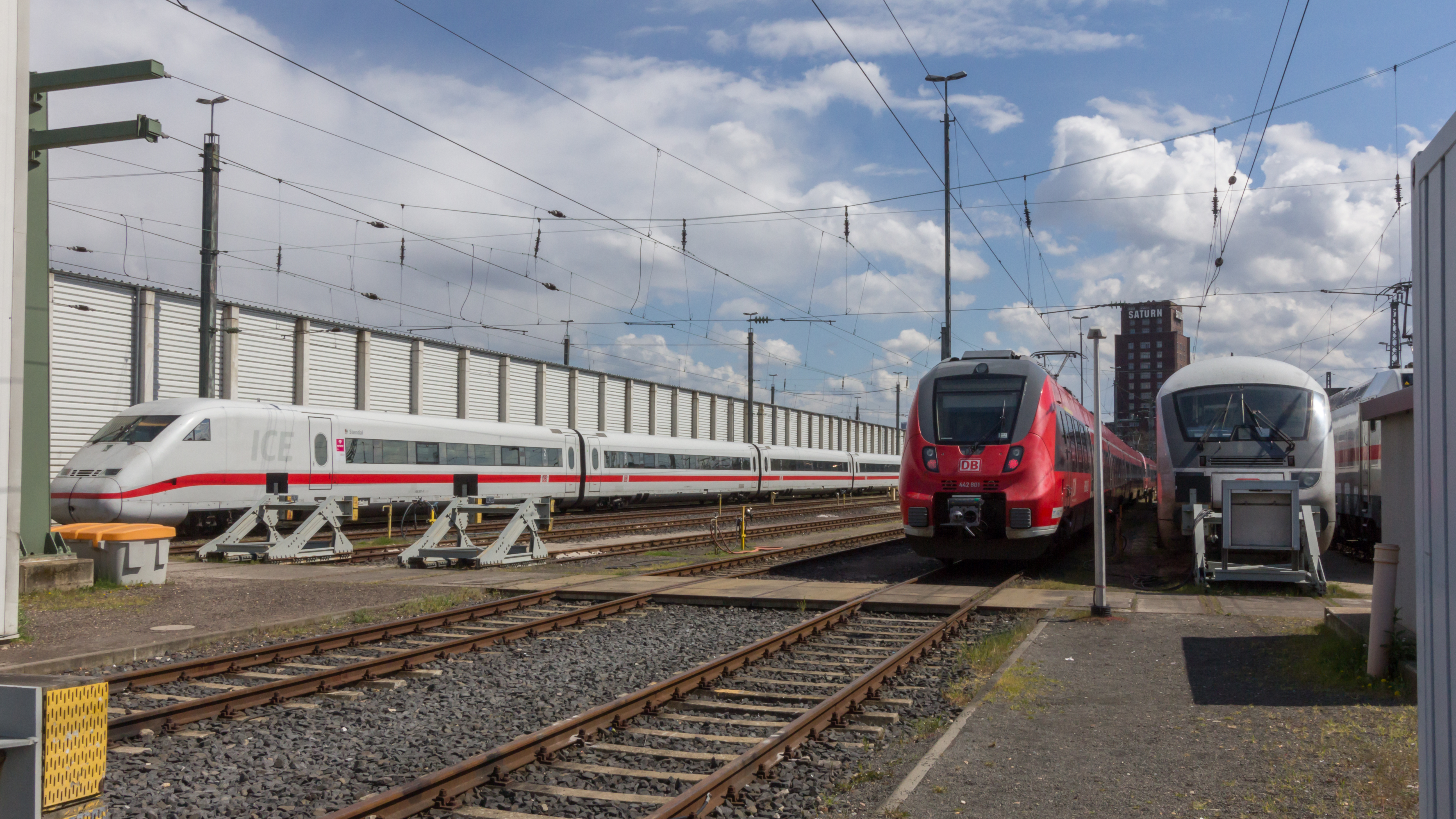
쾰른의 장거리 열차와 지방 철도

2015년 3월 자체 데이터에 따르면 2030년에는 약 1억 6,200만 기차 킬로미터의 운영 용량 이 제공될 예정이며, 그 중 1억 2,000만 킬로미터는 ICE로 제공된다. 승객 수는 1억 3천만 명에서 1억 8천만 명으로, 교통량은 360억에서 490억 승객 킬로미터로 증가할 것으로 예상된다. 이는 1996년 이후 일간 편성된 최대 장거리 네트워크일 것이다. 평균 연령은 23세에서 15세로 떨어질 것으로 예상된다. 2030년까지 신규 및 개조된 열차에 120억 유로를 투자하고 1,500명의 신규 직원에게 일자리를 제공할 예정이다.
회사는 "중장거리에서 가장 신뢰할 수 있는 여행 수단"이 되기 위해 "90% 이상"의 15분 여행 체인 정시성을 목표로 하고 있다. 2030년까지 5천만 명 이상의 추가 승객과 함께 모든 시장 참여자 중 대부분의 여행자가 추가될 것이다. 2016년 회사가 스스로 정한 5분 정시율 80% 목표는 가까스로 빗나갔다. 전체적으로 2016년에 전체 ICE 및 IC의 약 79%가 정시에 도착했는데, 이는 2012년 이후 가장 높은 수치이다.
하지만 2018년 말 DB는 장거리 운행의 현저히 낮은 정시율(2018년 11월 약 70.4%에 불과)과 열차 정비의 미비로 인해 세간의 이목을 끌었다. 그 결과 독일 철도 개혁을 재개하고 여객 운송 부문인 DB 레기오와 DB 페른페어케어의 합병을 요구하는 여러 목소리가 컸다. 이러한 요구가 어떤 형태로 충족될지는 빠르면 2019년 봄에 결정될 것이다. 그런 다음 도이체반의 CEO인 Richard Lutz가 감독 위원회에 소위 " 더 나은 철도를 위한 의제 "를 제출하기 위해 제출했다. :

## 기타

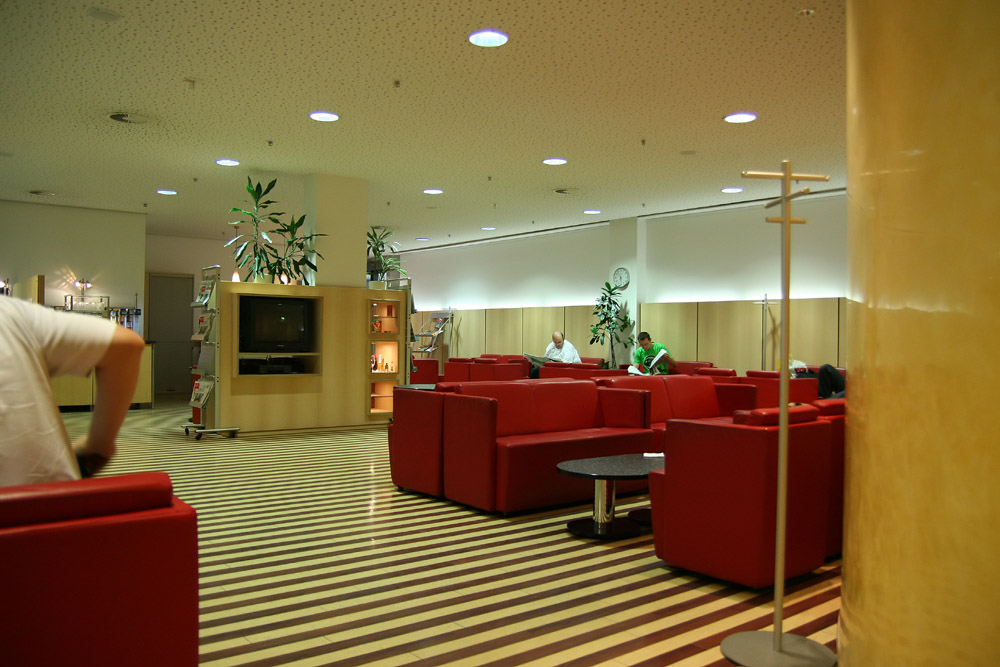
뮌헨 중앙역의 DB 라운지

DB 페르케하에는 더 큰 기차역의 DB 라운지도 포함되어 있다.